# Sredoseltsi
Sredoseltsi (bulgariska: Средоселци) är ett distrikt i Bulgarien.   Det ligger i kommunen Obsjtina Isperich och regionen Razgrad, i den nordöstra delen av landet, 300 km öster om huvudstaden Sofia.
Trakten runt Sredoseltsi består till största delen av jordbruksmark. Runt Sredoseltsi är det ganska glesbefolkat, med 32 invånare per kvadratkilometer.